# Anna von Czersk
Anna (poln. Anna; * um 1270; † 13. Juli 1324) war eine polnische Prinzessin und schlesische Fürstin. Sie entstammte dem Adelsgeschlecht der masowischen Piasten und heiratete in die schlesischen Piasten ein.

## Leben
Anna war Tochter von Herzog Konrad II. von Masowien († 1294) und der schlesischen Prinzessin Hedwig von Liegnitz.

## Ehe und Familie
Zwischen 1289 und 1290 heiratete sie Primislaus von Ratibor. Mit ihm hatte sie die Kinder.
- Lestko – Herzog von Ratibor
- Konstanze von Loslau

Ihr Ehemann verstarb 1306 und sie zog zu ihrer Tochter nach Loslau. Sie wurde in der Dominikanerkirche in Ratibor bestattet.